# Rábapordány megállóhely
Rábapordány megállóhely egy Győr-Moson-Sopron vármegyei vasúti megállóhely Rábapordány településen, a MÁV üzemeltetésében. A község belterületének nyugati szélén helyezkedik el, a 8423-as út vasúti keresztezésétől északra, közvetlen közúti elérését a 84 309-es számú mellékút biztosítja.

## Vasútvonalak
A megállóhelyet az alábbi vasútvonalak érintik:
- Pápa–Csorna-vasútvonal

## Kapcsolódó állomások
A megállóhelyhez az alábbi állomások vannak a legközelebb:
- Csorna vasútállomás (Csorna vasútállomás, Pápa–Csorna-vasútvonal)
- Egyed-Rábacsanak vasútállomás (Pápa–Csorna-vasútvonal)

## Forgalom
| Járat        | Útvonal | Gyakoriság   |
| ------------ | --- | ------------ |
| személyvonat | Csorna – Rábapordány – Egyed-Rábacsanak – Szany-Rábaszentandrás – Rábahíd – Marcaltő – Nemesgörzsöny – Pápa | Napi 2-3 pár |
| személyvonat | Csorna – Rábapordány – Egyed-Rábacsanak – Szany-Rábaszentandrás                                             | Napi 2 pár   |